# (7179) Gassendi
(7179) Gassendi (1991 GQ6) – planetoida z pasa głównego asteroid okrążająca Słońce w ciągu 5,05 lat w średniej odległości 2,94 j.a. Odkryta 8 kwietnia 1991 roku.